# Isola Sant'Ambrogio
L'isola Sant' Ambrogio (Isla San Ambrosio) è situata nell'oceano Pacifico e fa parte del piccolo arcipelago delle isole Desventuradas (Isole Sventurate).

## Geografia
L'isola Sant'Ambrogio ha una superficie di 2,2 km² e, insieme a tutto l'arcipelago, appartiene al Cile; amministrativamente fa parte del comune di Valparaíso.
Si trova di fronte al porto della città di Chañaral a circa 927 km dal continente.
L'isola ha una lunghezza massima di 4 km e una larghezza che raggiunge gli 850 m, il punto più alto si trova a 254 m; la maggior parte dell'isola è di roccia basaltica, infatti proprio come l'isola San Félix, dalla quale dista 19 km, l'isola è di origine vulcanica ed entrambe fanno parte della catena vulcanica dell'Isola di Pasqua.
L'isola Sant'Ambrosio fu scoperta nel 1520 dal famoso esploratore portoghese Ferdinando Magellano.